# Archelaos I (król Kapadocji)
Archelaos I Filopatris Ktistes Soter (gr.  Αρχέλαος , Archélaos) (ur. ? w Sisines, zm. 17 n.e. w Rzymie) – ostatni król Kapadocji od 36 p.n.e., król Małej Armenii od 20 p.n.e. do swej śmierci.

## Pochodzenie
Archelaosa nazywano przed objęciem tronu, z powodu miejsca urodzenia, Sisinesem. Jego rodzicami byli arcykapłan bogini (Enyo-Ma) w Komanie Archelaos II oraz Glafira. Natomiast dziadkiem ze strony ojca Archelaos I, także arcykapłan w Komanie. Ten miał, jako drugą żonę Berenikę IV, królową Egiptu. Archelaos został zabity przez rzymskiego namiestnika Syrii Aulusa Gabiniusza, który przybył do Egiptu celem przywrócenia tronu Ptolemeuszowi XII Auletesowi, natomiast Berenika IV na rozkaz jej ojca Ptolemeusza. Archelaos I z Komany był synem Archelaosa, wodza króla Pontu Mitrydatesa VI Eupatora Dionizosa w jego I wojnie z Rzymem, a który potem przeszedł na stronę Rzymian.

## Rządy w Kapadocji
W r. 36 p.n.e. Marek Antoniusz, rzymski triumwir, po usunięciu Ariaratesa X Eusebesa Filadelfa z tronu Kapadocji mianował Archelaosa na jego miejsce. Zapewne wtedy poślubił nieznaną z imienia kobietę, prawdopodobnie siostrę Ariaratesa X, aby umocnić prawa do tronu.
W r. 31 p.n.e. przed bitwą pod Akcjum Archelaos, opuszczając swego protektora, przeszedł na stronę jego wroga, Oktawiana, późniejszego cesarza rzymskiego. August za ten czyn, udzielał mu poparcia w różnych planach politycznych. W r. 20 p.n.e., po śmierci Artawazdesa I, otrzymał od niego królestwo Małej Armenii. Tego samego roku otrzymał także Likaonię oraz Cylicję Trachejską. Wydzielono je z Galacji, która stała się prowincją rzymską w r. 25 p.n.e., po śmierci króla Amyntasa.

## Ostatnie lata w Rzymie
W r. 15 p.n.e. Archelaos w starym wieku przybył do Rzymu na rozkaz Tyberiusza, nowego cesarza. Ciążyły na nim zarzuty, o których nic nie wiemy. Niewykluczone, że cesarz żywił do niego dawny uraz, kiedy on ignorował go, gdy był wygnaniu na Rodos. Archelaos popierając Gajusza Cezara, sukcesora Augusta, popełnił błąd. Niedługo potem zmarł w mieście Rzymie, nie wiadomo w jaki sposób, czy śmiercią naturalną z powodu wieku, czy w wyniku samobójstwa. Cesarz Tyberiusz, po jego śmierci, dokonał aneksji Kapadocji, dając jej prokuratora. Synowi zmarłemu Archelaosowi II dał Cylicję Trachejską oraz Derbeę i Larandę.

## Małżeństwa i potomstwo
Archelaos I z pierwszego małżeństwa (jej imię jest nieznane, zapewne córka króla Kapadocji Ariobarzanesa II Filopatora) miał dwoje dzieci (syn i córka):
- Archelaos II, przyszły król Cylicji Trachejskiej
- Glafira (zm. ok. 7 n.e.), trzykrotnie zamężna, najpierw z Aleksandrem I (zm. 7 p.n.e.), synem króla Judei Heroda Wielkiego, potem z królem Mauretanii Jubą II, a na końcu z władcą Judei, a zarazem bratem przyrodnim pierwszego męża, Herodem Archelaosem, Z pierwszym mężem miała dwóch synów:
  - Aleksander II (ur. 15 p.n.e., zm. zapewne między 26 a 28), posiadał syna:
    - Juliusz Tigranes VI, (ur. przed 30, zm. 68), późniejszy król Armenii, miał syna:
      - Aleksander IV (ur. przed 60, zm. po 105), arcykapłan i władca Olby w Cylicji Trachejskiej w latach 70-72, konsul rzymski między 94 a 110 r. Z żoną Julią Jotapą, córką Gajusza Juliusza Antiocha IV Epifanesa, króla Kommageny, miał dwóch synów:
        - Berenicianus, konsul rzymski 116 roku
        - Agryppa V (ur. ok. 76), kwestor propretora rzymskiej prowincji Azji

  - Tigranes V (zm. 36 n.e.), późniejszy król Armenii

Po r. 8 p.n.e. Archelaos poślubił królową Pontu Pytodoris Filometor, wdowę po królu Pontu i Bosporu Marku Antoniuszu Polemonie I Eusebesie Soterze. Stał się ojczymem dla jej trzech dzieci z pierwszego małżeństwa. Pytodoris pozostała z mężem w Kapadocji, aż do jego śmierci. Ich małżeństwo było bezdzietne. Po jego śmierci wróciła z rodziną do Pontu.